# Boresch VII. von Riesenburg der Ältere
Boresch VII. von Riesenburg der Ältere (oder senior, der elter; tschechisch Boreš VII. starší; † vor 1414) war ein böhmischer Adliger aus dem Geschlecht der Riesenburger.

## Leben
Gemeinsam mit seinem Bruder Boresch IX. von Riesenburg der Jüngere erhielt er das Erbe seines Vaters Boresch V. von Riesenburg und Petschau. Mit seinem Bruder verlieh er der Siedlung Petschau Stadtrechte. 1392 trat er als Gründer einer neuen kirchlichen Stiftung in Dux auf.
Beim zweiten Aufstand der Landesherren gegen König Wenzel Ende 1394 war auch Boresch beteiligt. Die Landesherren, hielten ihre Versammlung diesmal in Alttabor ab, in der sich eine Abordnung mit dem König auf seiner Burg Bettlern traf. In der von den höheren Adeligen vorgelegten Forderungen, sollten diese alle wichtigen Ämter erhalten und damit das Land kontrollieren und verwalten. Dieses Friedensabkommen hielt nicht lange. Der König Wenzel inhaftierte Markgrafen Jobst von Mähren und Boček II. von Podiebrad, gegen andere, darunter auch die Riesenburger sollte ein Heer aufgestellt werden, angeführt von Bořivoj ze Svinař.
Boresch der Ältere, inzwischen wieder auf seinem Dominium, versuchte das Familienvermögen einigermaßen zusammenzuhalten, beschenkte jedoch gleichzeitig weitere kirchliche Einrichtungen. 1395 wurde Jobst entlassen und zu Verhandlungen zugelassen, dies jedoch auf Kosten des Königsbruders Johann von Luxemburg, ehemals Verbündeten des Königs Wenzel. 1396 versuchte Wenzel die Lage wieder in den Griff zu bekommen und bat seinen zweiten Bruder Sigismund um Hilfe. Durch dessen Verhandlungen konnte am 2. April 1396 ein weiterer Frieden geschlossen werden, zu Gunsten der böhmischen Landesherren. Boresch wurde danach in das Landesgericht berufen und zum Mitglied des königlichen Rates gewählt. 
1397 verschärfte sich die Lage wieder, da König Wenzel neben den Mitgliedern des hohen Adels auch wieder seine Günstlinge des niederen Adels bei der Verteilung von Posten berücksichtigte. Der neu entstandenenp Opposition unter der Führung des mährischen Markgrafen Prokop, die sich zum Ziel erklärte, gegebenenfalls die Günstlinge des Königs auch unter Anwendung von Gewalt zu beseitigen, schloss sich auch Boresch an.  Die Verhandlungen fanden am 11. Juni 1397 auf der Burg Karlštejn statt. Die Interessen des abwesenden Königs vertrat Herzog Hanusch.

## Beteiligung am Mord an den Beratern Wenzels
Während der Verhandlungen auf Burg Karlštejn ließen die Abtrünnigen des Königs die Ausgänge des Verhandlungssaales mit Bewaffneten besetzen. Sie beriefen vier der königstreuen Berater in den Konferenzraum. Sobald diese eintraten, beschuldigte Hanusch den eingetroffenen Burchard Strnad z Janovic, ein Verräter zu sein, zog sein Schwert und durchbohrte ihn. Johann Michalec von Michalowitz und Boresch von Riesenburg warfen sich auf die übrig gebliebenen waffenlosen Räte und töteten sie. Lediglich Markolt z Vrutic gelang die Flucht, er starb jedoch kurz darauf an den Folgen seiner schweren Verletzungen. Daraufhin begaben sich die Meuchelmörder zu König Wenzel auf seinem Sitz Königshof in Prag und gestanden ihm ihre Tat. Wenzel nahm die Nachricht über den Tod seiner Anhänger apathisch auf. Einen Monat später bezichtigte er selbst seine ermordeten Räte des Verrats. 

## Entwicklungen
Die politischen Ambitionen der Boresch-Brüder, zurückgehende Erträge aus dem Erzabbau, hohe Zinszahlungen an die Brüxer Geldverleiher und schließlich die schlechte wirtschaftliche Lage führten schließlich dazu, dass die Riesenburger große Anteile an ihrem Vermögen verkaufen mussten. Hauptnutznießer war dabei Markgraf Wilhelm von Meißen.

## Sonstiges
Um sein Erbe und das seines Bruders wurde nicht nur innerhalb der Familie, sondern auch durch andere Adelige vor Gericht gefochten, bis die Familie das Meiste verlor und verarmt ausstarb.
| Personendaten    | Personendaten                                                                                              |
| ---------------- | --- |
| NAME             | Boresch VII. von Riesenburg der Ältere                                                                     |
| ALTERNATIVNAMEN  | Boresch VII. von Riesenburg senior; Boresch VII. von Riesenburg der elter; Boreš VII. starší (tschechisch) |
| KURZBESCHREIBUNG | böhmischer Adliger                                                                                         |
| GEBURTSDATUM     | 14. Jahrhundert                                                                                            |
| STERBEDATUM      | vor 1414                                                                                                   |